# Tarachodes dives
Tarachodes dives är en bönsyrseart som beskrevs av Henri Saussure 1869. Tarachodes dives ingår i släktet Tarachodes och familjen Tarachodidae. Inga underarter finns listade i Catalogue of Life.